# Koeru
Koeru (německy St. Marien-Magdalenen) je městečko v estonském kraji Järvamaa, samosprávně patřící do obce Järva, jejímž je administrativním centrem.

## Galerie

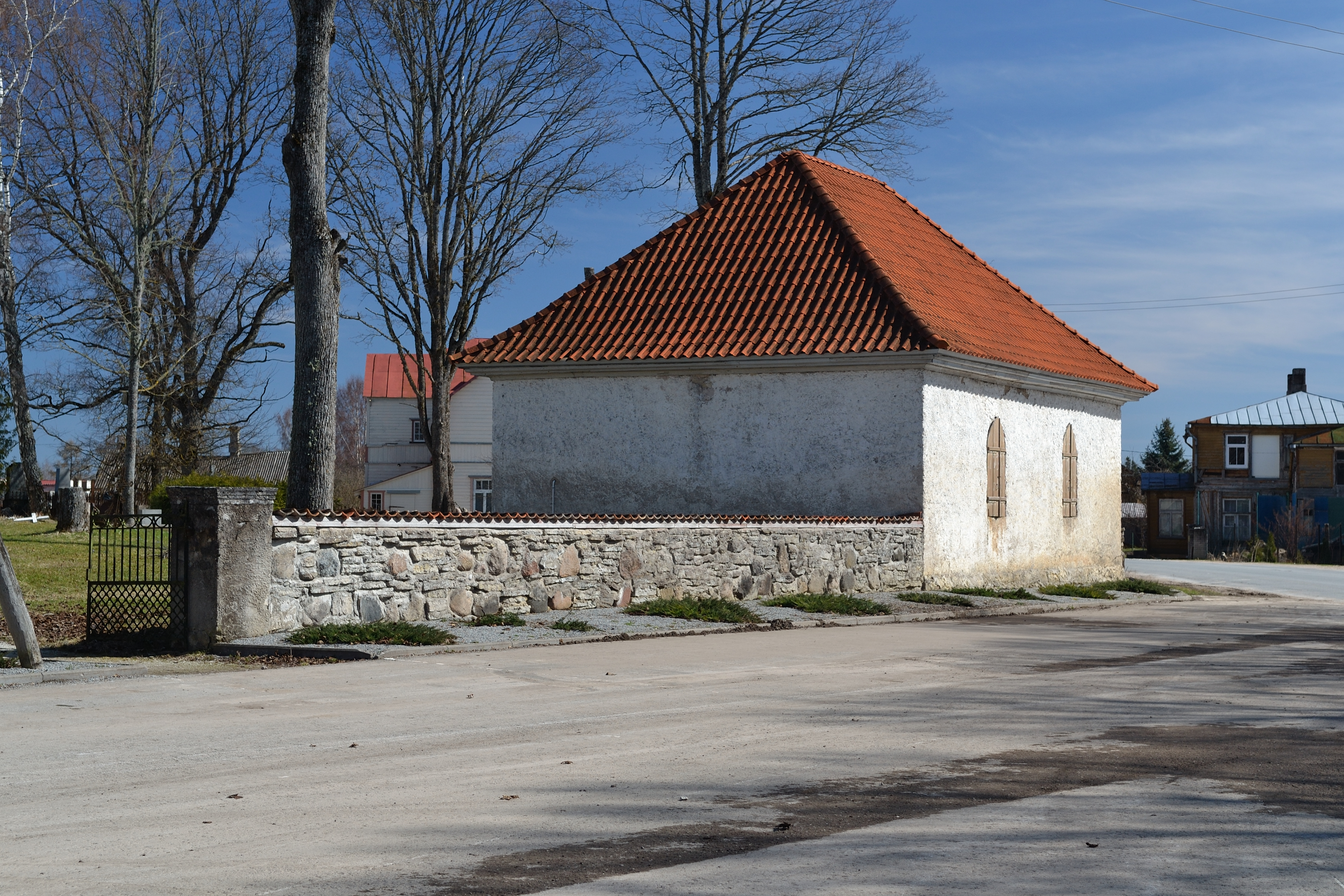
Historická márnice
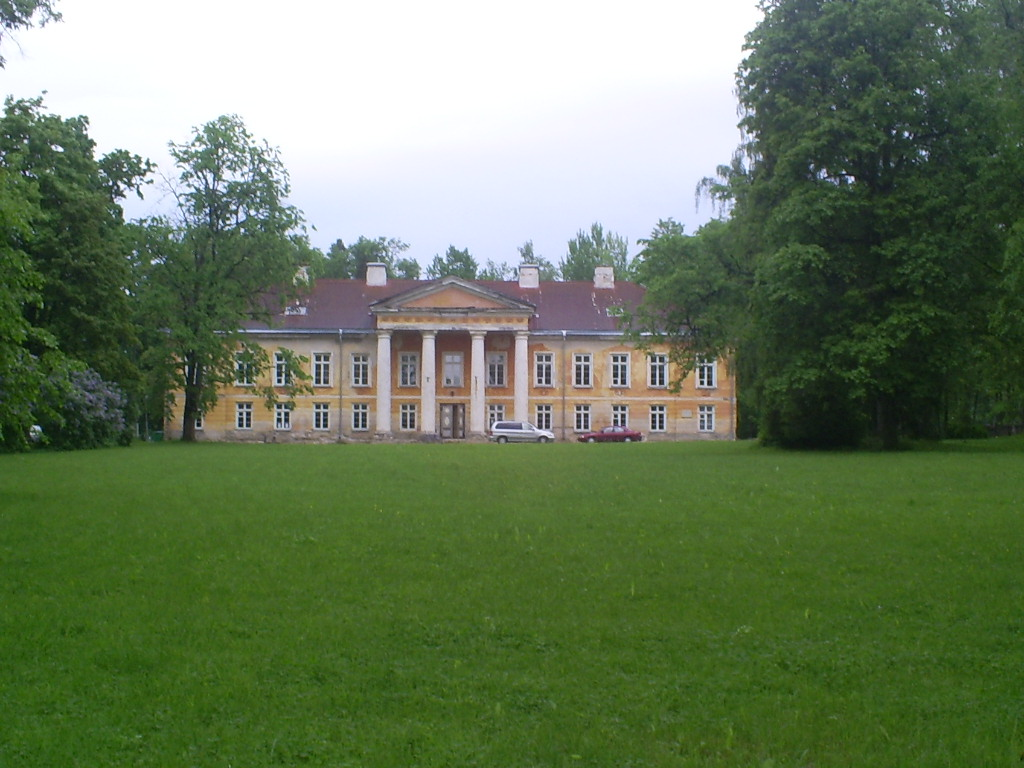
Zámek Aruküla, ležící na území městečka
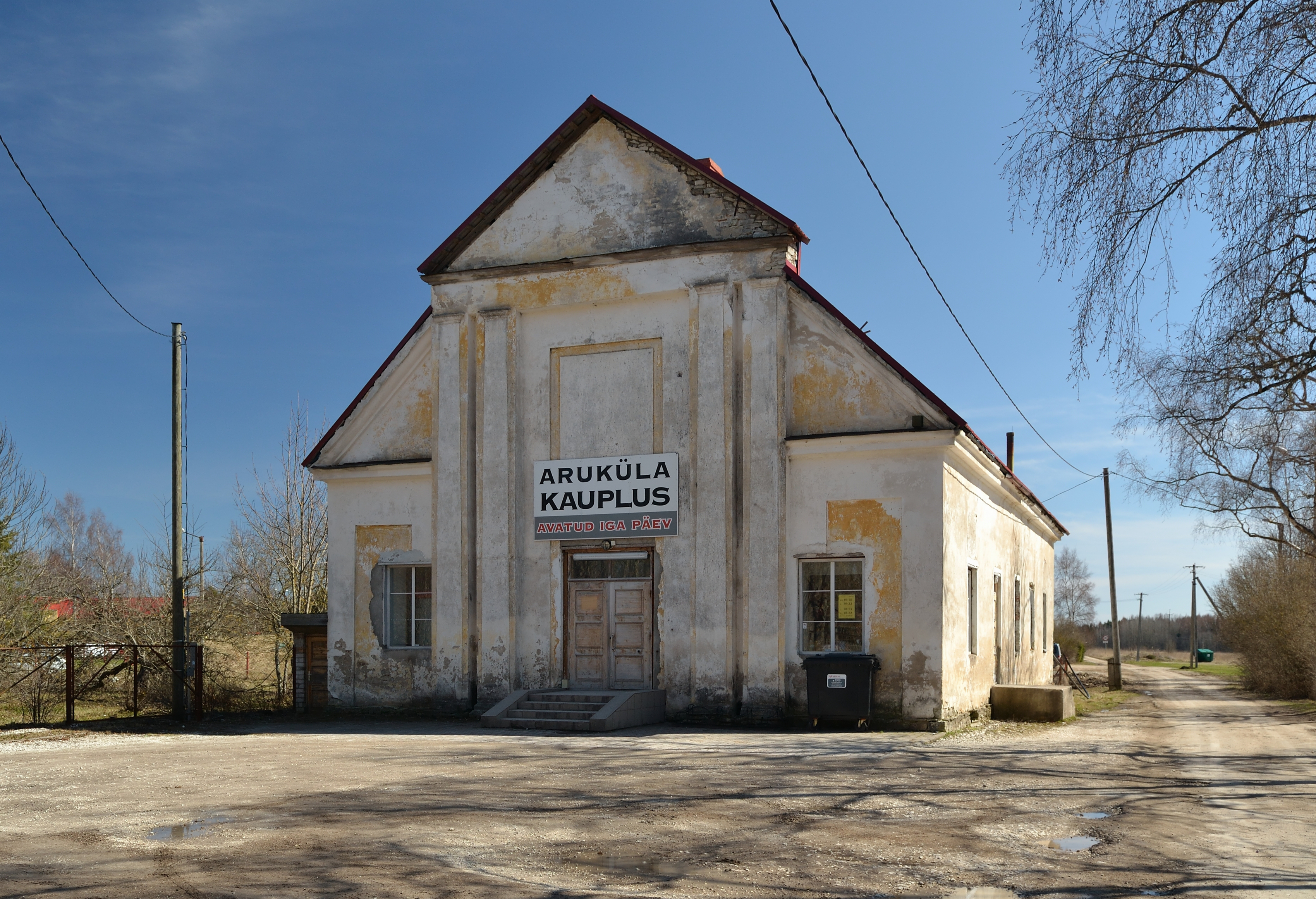
Hospodářská budova zámku
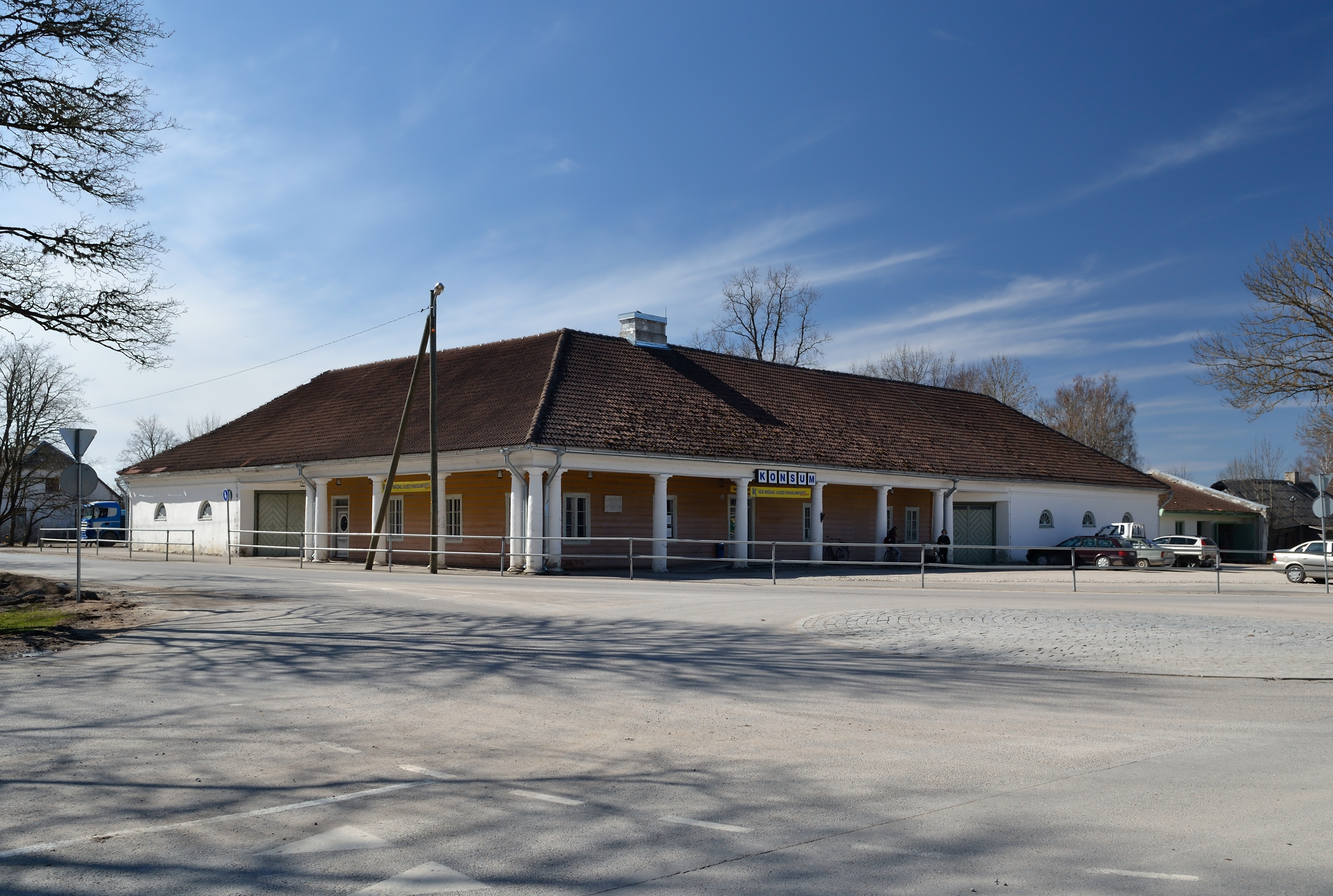
Koerský hostinec